# Аки и солёная рыба
Аки и соленая рыба — ямайское национальное блюдо, приготовленное из фрукта аки и солёной трески.

## История
Фрукт аки является национальным плодом Ямайки. Он был завезен в Карибский бассейн из Ганы до 1725 года, поскольку «Аки» — это другое название народа акан, Ачем. Научное название фрукта дано в честь капитана Уильяма Блая, который доставил плод с Ямайки в Королевский ботанический сад в Кью (Англия) в 1793 году, и представил его науке. Поскольку некоторые части фруктов токсичны, например, почки и кожура на стадии созревания, существуют ограничения на транспортировку при импорте в такие страны, как США. Солёная треска была завезена на Ямайку для рабов как долговечный и недорогой источник белка.

## Приготовление
Чтобы приготовить блюдо, солёную треску обжаривают с варёным аки, луком, перцем, помидорами, затем приправляют такими специями, как перец и паприка. Его можно украсить беконом и помидорами, и обычно его подают на завтрак вместе с плодами хлебного дерева, хлебом из твердого теста, дамплингами или варёными зелёными бананами.
Аки и солёную рыбу также можно есть с блюдом рис с фасолью или обычным белым рисом. Когда приправы (лук, лук-батун, тимьян, чеснок) и соленая рыба сочетаются с обычным рисом, это часто называют «приправленным рисом», который может быть приготовлен одной кастрюле, включая аки.

## В поп-культуре
Аки и соленая рыба считаются национальным блюдом Ямайки. По данным The Guardian, ямайский спринтер Усэйн Болт часто ест на завтрак аки и солёную рыбу. В хите 1956 года «Прощание с Ямайкой» поётся: «Ackee rice, saltfish are nice».